# Chobi (řeka)
Chobi, Chopi nebo Chobisckali (gruzínsky ხობისწყალი, též ხობი, Chobisckali, Chobi) je řeka v Gruzii, kraj (Samegrelo-Horní Svanetie). Je dlouhá 150 km. Povodí má rozlohu 1340 km².

## Průběh toku
Pramení na svazích Egrisského hřbetu. Protéká Kolchidskou nížinou, kde je její koryto obehnáno hrázemi. Ústí do Černého moře. Největším přítokem je Čanisckali zprava.

## Vodní stav
Zdroj vody je převážně dešťový a režim povodňový. Průměrný roční průtok vody ve vzdálenosti 30 km od ústí činí 44,2 m³/s a maximální 333 m³/s.

## Využití
Využívá se na zavlažování.